# نظام حسابداری
نظام حسابداری

## حرفهٔ حسابداری در دنیا
انجمنهای حرفه‌ای حسابداران در اکثر کشورهای دنیا وجود دارند که به‌صورت خودناظر یا خودانتظامی (self-regulatory) مشابه نظام پزشکی بر اعمال و اخلاقیات حرفه‌ای اعضای خود نظارت می‌نمایند. استانداردهای حسابداری ملی بعضی کشورها نیز در ابتدا توسط این نوع انجمنها صادر می‌شده‌است.
یکی از قدیمی‌ترین این انجمنها انستیتوی حسابداران خبره انگلستان و ویلز 
(ICAEW)
است که در سال ۱۸۸۰ تشکیل شد. از سال ۱۹۷۴ با تشکیل کمیتهٔ مشورتی انجمنهای حسابداری (CCAB) در انگلستان، پنج نهاد اصلی حسابداران تحت چتر این کمیته همکاری دارند. 
در آمریکا، انستیتوی حسابداران رسمی آمریکا(AICPA) 
این نقش را به‌عهده داشته‌است.
استانداردهای بین‌المللی حسابداری توسط هیئت استانداردهای بین‌المللی حسابداری (IASB)منتشر می‌گردد. 
بیشتر انجمنهای حسابداران کشورهای دنیا عضو فدراسیون بین‌المللی حسابداران (IFAC)
هستند. 
در مقاله ویکی‌پدیای انگلیسی در مورد IASB، هیئت استانداردهای حسابداری ایران ذکر شده و نشانی وب‌سایت سازمان حسابرسی برای آن داده شده‌است.

## نظام حرفه‌ای حسابداری در ایران
ایجاد مؤسسات حرفه‌ای حسابداری در ایران سابقه نسبتاً کوتاهی دارد. از دهها سال پیش، عده‌ای از حسابداران مؤسساتی را دایر و به ارائه خدمات حرفه‌ای پرداختند. ولی این کار تحت قانون مشخصی نبود تا آن که در اجرای قانون مالیاتهای مستقیم ۱۳۴۵ و با توجه به اصلاحیه ۱۳۴۷ قانون تجارت (شرکتهای سهامی خاص و عام) کانون حسابداران رسمی در سال ۱۳۵۱ تشکیل شد. به حسابداران رسمی حسابدار رسمی اجازه داده شد دفاتر و حسابهای مؤدیان مالیاتی را رسیدگی و اظهارنظر نمایند. بعد از انقلاب، کانون حسابداران رسمی عملاً در سال ۱۳۵۹ منحل شد. مؤسسات انتفاعی حسابداری بخش عمومی در سال ۱۳۶۷ با یکدیگر ادغام و سازمان حسابرسی (با کنترل دولتی) ایجاد گردید. با تصویب قانون استفاده از خدمات تخصصی و حرفه‌ای حسابداران ذی‌صلاح در سال ۱۳۷۲، جامعه حسابداران رسمی ایران تشکیل شد و نظام حسابداری حرفه‌ای ایران منسجم گردید. 

## استانداردهای حسابداری ایران
براساس بند ۴ تبصره ۲ قانون تشکیل سازمان حسابرسی و ماده ۶ قانون اساسنامه سازمان حسابرسی، وظیفه تدوین و تعمیم (گسترش) اصول و ضوابط حسابداری و حسابرسی در ایران به سازمان حسابرسی محول شد. کمیته تدوین استانداردهای سازمان حسابرسی در سال ۱۳۷۱ تشکیل شد و در سال ۱۳۷۳ اولین پیش‌نویس بیانیه‌های رهنمود حسابرسی (استاندارد حسابرسی ایران) را منتشر نمود. سپس استانداردهای حسابداری شماره ۱ الی ۲۲ منتشر و اعمال آن‌ها در صورتهای مالی شرکت‌ها از سال ۱۳۸۰ اجباری شد. 

## مآخذ
1. ↑   علیمدد، مصطفی، ۱۳۱۵ –؛ مبانی و روشهای عمومی حسابداری / با همکاری نظام‌الدین ملک‌آرایی (۱۳۲۲ - )؛ تهران؛ سازمان حسابرسی، مرکز تحقیقات تخصصی حسابداری و حسابرسی؛ چاپ اول ۱۳۷۴؛ شماره برگه کتابخانه ملی ۵۶۳۷-۷۴م، صفحات ۳۹ و ۴۰
2. ↑   سازمان حسابرسی، کمیته فنی؛ استانداردهای حسابداری شماره ۱ تا ۲۵؛ تهران؛ سازمان حسابرسی؛ چاپ اول ۱۳۸۲؛ شماره برگه کتابخانه ملی ۴۴۹۴-۸۲م، پیشگفتار، صفحات الف و ب